# 奧蘭治瓦爾 (加利福尼亞州)
奧蘭治瓦爾（英語：Orangevale）是位於美國加利福尼亞州薩克拉門托縣的一個人口普查指定地區。

## 地理
奧蘭治瓦爾的座標為38°40′55″N 121°12′50″W / 38.68194°N 121.21389°W，而該地最高點為海拔高度73米（即240英尺）。

## 人口
根據2010年美國人口普查的數據，奧蘭治瓦爾的面積為30.165平方千米，當中陸地面積為29.825平方千米，而水域面積為0.340平方千米。當地共有人口33960人，而人口密度為每平方千米1,125人。